# Шпановиця
45°28′ пн. ш. 17°18′ сх. д. / 45.46° пн. ш. 17.3° сх. д.
Шпановиця (хорв. Španovica) — населений пункт у Хорватії, в Пожезько-Славонській жупанії у складі міста Пакраць.

## Населення
Населення за даними перепису 2011 року становило 23 осіб.
Динаміка чисельності населення поселення:

## Клімат
Середня річна температура становить 10,07 °C, середня максимальна – 23,13 °C, а середня мінімальна – -5,26 °C. Середня річна кількість опадів – 944 мм.
| Клімат поселення                              | Клімат поселення | Клімат поселення | Клімат поселення | Клімат поселення | Клімат поселення | Клімат поселення | Клімат поселення | Клімат поселення | Клімат поселення | Клімат поселення | Клімат поселення | Клімат поселення | Клімат поселення |
| Показник                                      | Січ.             | Лют.             | Бер.             | Квіт.            | Трав.            | Черв.            | Лип.             | Серп.            | Вер.             | Жовт.            | Лист.            | Груд.            |                  |
| Середній максимум, °C                         | 6,14             | 7,54             | 11,66            | 15,08            | 20,03            | 23,13            | 22,88            | 22,34            | 18,59            | 14,34            | 8,88             | 4,88             |                  |
| Середня температура, °C                       | 0,44             | 1,85             | 5,95             | 9,38             | 14,33            | 17,42            | 19,46            | 18,93            | 15,20            | 10,94            | 5,49             | 1,48             |                  |
| Середній мінімум, °C                          | −5,26            | −3,86            | 0,24             | 3,68             | 8,63             | 11,73            | 16,08            | 15,52            | 11,78            | 7,56             | 2,10             | −1,93            |                  |
| Норма опадів, мм                              | 57               | 53               | 64               | 79               | 87               | 106              | 89               | 91               | 78               | 80               | 88               | 72               |                  |
| Середньомісячна швидкість вітру, м/с          | 2.18             | 2.41             | 2.69             | 2.59             | 2.37             | 2.13             | 2.06             | 1.95             | 2.03             | 2.17             | 2.22             | 2.26             |                  |
| Середньомісячна сонячна радіація, кДж/м²·день | 4464             | 7194             | 10902            | 15161            | 19261            | 21386            | 22219            | 19726            | 14730            | 9298             | 5006             | 3716             |                  |
| --------------------------------------------- | ---------------- | ---------------- | ---------------- | ---------------- | ---------------- | ---------------- | ---------------- | ---------------- | ---------------- | ---------------- | ---------------- | ---------------- | ---------------- |
| Джерело:                                      |                  |                  |                  |                  |                  |                  |                  |                  |                  |                  |                  |                  |                  |